# Aeroportul Kalbarri
Aeroportul Kalbarri (IATA: KAX, ICAO: YKBR) este un aeroport din Australia de Vest, Australia ce deservește zona Kalbarri⁠(d).
Situat la o altitudine de 156 m, aeroportul dispune de o singură pistă. Este operat de Shire of Northampton⁠(d).